# Île aux Hérons (Nouveau-Brunswick)
Pour les articles homonymes, voir Île aux Hérons.

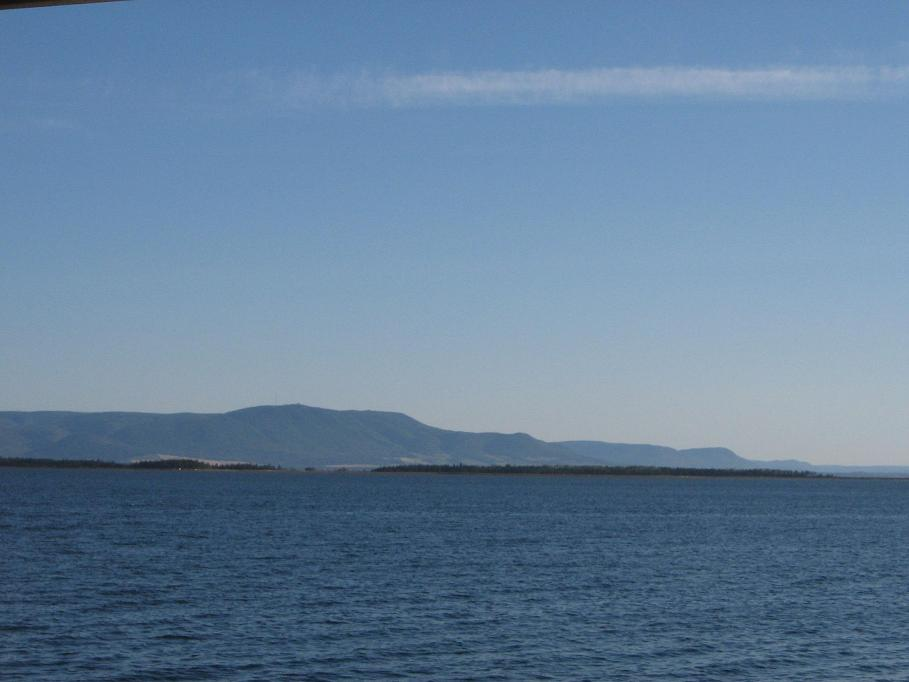
Vue du Nouveau-Brunswick, avec le Mont-Saint-Joseph, à Carleton-sur-Mer en arrière-plan.

L'Île aux Hérons est une île ayant été habitée il y a longtemps par les Mi'gmaks et de 1850 à 1940 par des loyalistes (surtout), de 3,5 km de long dans la baie des Chaleurs, à une distance de 4 km de New Mills Nouveau-Brunswick et en face de Carleton-sur-Mer. Elle est accessible via un quai sur le côté sud seulement à marée haute. Aujourd'hui l'île est une réserve et elle est maintenue par une communauté autochtone (il y aurait un cimetière traditionnel au bout ouest de l'île).

## Histoire
L'Abbé Joseph-Mathurin Bourg (prêtre de Carleton), premier prêtre acadien, se vit octroyer en 1778 l'île et les terres connues aujourd'hui sous le nom de « Charlo » en remerciement pour ces efforts de médiation entre les Mi'gmaks et les blancs, par Sir Richard Hughes (en), gouverneur, dans la capitale Halifax. Cependant, les titres n'ont jamais été transmis et il était trop occupé pour les réclamer, et c'est ainsi que l'île fut ainsi décernée plus tard aux loyalistes venant des États-Unis. 
Les Mi'gmaks avaient depuis plusieurs années quitté l'île lorsqu'arrivèrent les premiers loyalistes, sauf un certain Mr Bernard qui y passait ses étés avec sa famille, fabriquant des paniers à partir des branches de frêne, jusque dans les années 1930. Les premiers loyalistes arrivèrent en 1850 et y ont construit une école, dont la dernière institutrice (Myrtle Cook) a quitté en 1920. Les habitants de l'Île aux Hérons, en raison de leur mode de vie autonome ont vu passer la Grande Dépression sans en souffrir.
La nourriture était toujours abondante sur l'île, le sol y est riche et les fermes, douze lots, fonctionnaient très bien. On y trouve framboises, groseilles et on y élevait cochons, volaille et vaches et on y chassait l'oie et le canard noir et colvert. La mer offrait aussi nourriture abondante sous forme de morue, maquereau, saumon, homard, moules (plages sablonneuses de la rive sud) et sur le côté nord, un gisement de mye commune (mya arenaria) offrant des coques de 10 cm.
La dernière personne à naître sur l'Île aux Hérons, Georgette Backs, le 4 août 1938, dans une famille de 10 enfants, a publié un mémoire de ces 19 ans passés sur l'île.
En 1940, la famille était la dernière à quitter l'île, George le dernier gardien du phare, parti pour la Seconde Guerre mondiale
Familles : 
- George et Stella (née Mercier) Lapointe (George est l'arrière-arrière-arrière-petit-fils de Victoire Bourg, sœur de l'Abbé Bourg, ayant vécu à Carleton, entre 1772 et 1790) ont d'abord vécu aux États-Unis et New Mills avant que George n'accepte l'emploi de gardien du phare en 1921.
- Harry MacMullan
- prêtre mobile, père Trudell de Jacket River,
- Pettigrew
- Simonson
- MacMullan
- Cunningham
- Creighton
- Dickie
- Mr. Maxwell, prêtre, et sa sœur

### Sources
- http://www.georgettebacks.com/heron/heron1.htm A MOMENT IN A LIFETIME, 19 Years On Heron Island
- Cyber Acadie, Biographie, Josephe-Mathurin Bourg http://cyberacadie.com/index.php?/renaissance/Joseph-Mathurin-Bourg.html

- D'après des mesures sur Google Earth, l'île aurait plutôt 7.15 km, et non 3.5 tel qu'indiqué.